# Tabor v Šempasu
Tabor pri Šempasu je potekal 18. oktobra 1868, začenši ob drugi uri popoldan na velikem travniku imenovanem Otava (ali Velika Otava). Udeleženci so prihajali na prizorišče peš v velikih skupinah in na vozovih, pod odrom so vihrale slovenske zastave in množica je prepevala slovenske pesmi. Zbralo naj bi se okrog 10.000 ljudi. V Šempasu je bilo leta 1868 to tretje množično politično zborovanje na današnjem slovenskem prostoru. 

## Tabori
Tabori so bili politična zborovanja, ki so dvignili slovensko narodno gibanje in se razširili med slovenske množice. Izvore o ideji taborov se pripisuje različnim iniciativam. Po nekaterih mnenjih, naj bi iniciativo pripisovali dr. Matiji Prelogu, spet drugi Ljutomeru in ljudem v ljutomerski čitalnici. Nekateri pa pripisujejo Levstiku, da je začel idejo, da bi se slovenski narod po zgledu češkega naroda zbiral na velikih narodnih zborovanjih in manifestacijah na prostem. Vendar pa širša politična zborovanja ni bilo mogoče organizirati do 15. novembra 1867, do dne, ko je izšel v državnem zboru sprejeti zakon o zborovanjih. Slednji je omogočal politično obarvana ljudska zborovanja, če so bila le ta tri dni vnaprej pisno javljenja z navedbo namena, kraja in časa zborovanja ter če jih je oblast predhodno odobrila. Svobodo zborovanj je omejevalo več členov, ki so določali, da prireditev ne sme ogrožati javne varnosti ali blaginje ter razpust zborovanja, če bi prišlo do protizakonitih izjav ali dejanj.
Vse skupaj se je v letih 1868 do 1871 zvrstilo 18 zborovanj. Leta 1868 so bili trije, in sicer: prvo množično politično zborovanje v Ljutomeru, ki ga je pripravila ljutomerska čitalnica 9. avgusta 1868, drugo v Žalcu v Savinjski dolini 6. septembra 1868 in tretje v Šempasu 18. oktobra 1868. Leta 1869 je bilo zborovanj pet, leta 1870 osem in leta 1871 dva. Največ taborov, kar pet, jih je bilo na Štajerskem, štirje tabori so bili na Goriškem in prav tako na Kranjskem, trije tabori na Koroškem in dva v Istri. Tabori so bili zunaj mest, trgov ali vasi na travnikih. Začenjali so se ob treh ali štirih popoldne, govornikov je na zborovanju bilo lahko pet ali več, govori so skupaj trajali približno dve uri in udeležba je bila po več tisoč ljudi. Izmed uglednih gostov ali domačinov so izbrali predsednika tabora. Govorniki so v zvezi z dnevnim redom in vsebino svojih govorov predstavili resolucije, ki so jih sprejemali udeleženci (t. i. taboriti) z dviganjem rok. Odmori med posameznimi govorniki so bili organizirani tako, da so nastopili pevski zbori, možnarji so pozdravljali sprejem resolucijskih točk itd. Po koncu govorov je sledila pozno v noč godba, petje, ples, jedača in pijača.

## Tabor v Šempasu
Dne, 7. septembra 1868 je skupina županov in podžupanov na seji v Gorici izvolila odbor 25 domoljubov za organizacijo tabora v Šempasu. Slednji odbor je odločil, da bo tabor potekal 18. oktobra 1868. Prošnjo za dovoljenje organizacije tabora so vložili 3. oktobra in dobili dovoljenje 8. oktobra 1868. Okrožno glavarstvo v Gorici 15. oktobra izdalo razglas, v katerem je prepovedalo na dan zborovanja taboritom hoditi v Gorico v večjih skupinah in jim prepovedalo nositi zastave ali druga narodna znamenja ter peti pesmi, če so taboriti odšli skozi Gorico v Šempas. Tako se je Tabor odvijal z varnostnimi ukrepi oblasti, da bi preprečili neljuba srečanja med udeleženci (taboriti) in italijanskimi nacionalističnimi skrajneži, saj so nekateri udeleženci prihajali na prizorišče zborovanja preko Gorice.
Predsedujoči odbora in tabora je postal doktor Karel Lavrič, ki ga je zbralo ljudstvo izvolilo in je prvi z govorom pozdravil udeležence. Ostali govorci so bili: dr. Tonkli, zdravnik in politik dr. Josip Vošnjak, politik Ivan Nabergoj, uradnik Viktor Dolenc, Ernest Klavžar in posestnik Jožef Živec. Med govorniki šempaškega tabora je bilo 6 Goričanov, en Štajerc in Tržačan. Imena govornikov na Šempaškem taboru je bilo najpogosteje srečati v taborskem gibanju na Primorskem. Nekateri izmed Goričanov pa se kot govorniki pojavljajo tudi na drugih taborih zunaj Goriške, npr. v taboru na Kalcah in na Vižmarjah (npr. dr. Tonkli, dr. Lavrič in dr. Premmerstein).
Šempaški tabor je bil prvi slovenski tabor, ki je postavil zahtevo za Zedinjeno Slovenijo pod prvo točko z besedami: »naj se zedinijo vsi Slovenci v eno kronovino s svojim edinim deželnim zborom«. Vse zahteve in želje naj bi množica, po besedah govorca dr. Josipa Vošnjaka: »enoglasno in navdušeno sprejela«. Po govorih se je zborovanje nadaljevalo z godbo, umetnimi ognji in kresi na gorah pozno v noč.